# Povrchová teplota moře

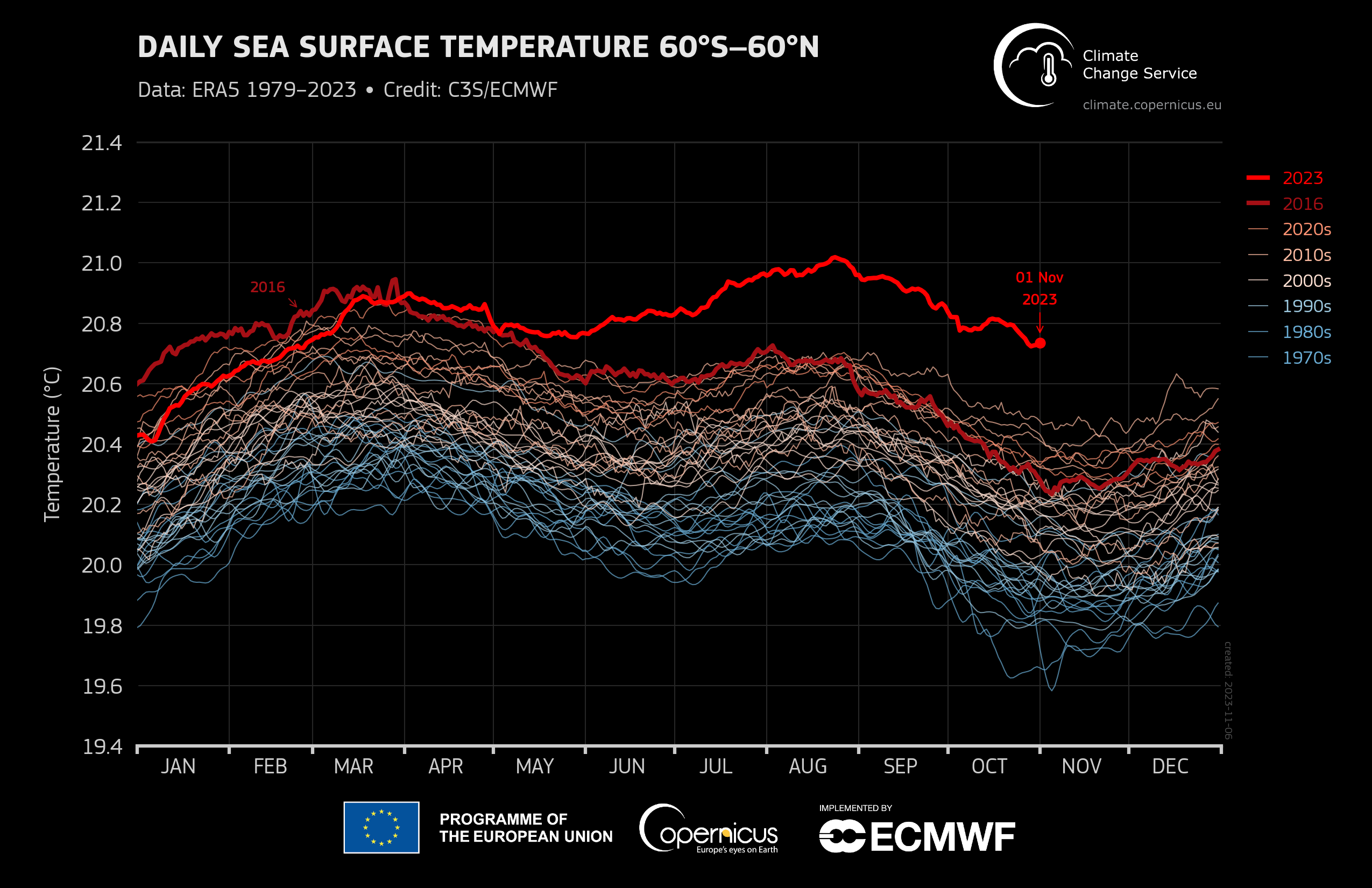
Teplota povrchu moří od roku 1979 v oblasti mezi 60 stupni jižní šířky a 60 stupni severní šířky.

Graf s údaji od NASA ukazuje, jak se změnila anomálie (vůči období 1951-1980) teploty vzduchu na pevnině a na volném moři (bez ledu) v porovnání s předindustriálním obdobím.

Povrchová teplota moře (anglicky Sea surface temperature – SST), je teplota oceánu v blízkosti hladiny. Přesný význam pojmu povrch se liší v závislosti na použité metodě měření, ale jedná se o hloubku mezi 1 milimetrem a 20 metry pod mořskou hladinou. Vzduchová hmota v zemské atmosféře je v malé vzdálenosti od pobřeží značně modifikována teplotou mořské hladiny. V pásmech po větru od teplých vodních ploch se v jinak chladné vzduchové hmotě mohou vytvářet lokalizované oblasti s hustým sněžením. Teplé teploty povrchu moře jsou příčinou tropické cyklogeneze nad zemskými oceány. Tropické cyklóny mohou také způsobovat chladnou brázdu v důsledku turbulentního promíchávání horních 30 metrů oceánu. Povrchová teplota moří se mění v průběhu dne stejně jako vzduch nad ní, ale v menší míře. Ve dnech s větrem se povrchová teplota moře mění méně než v klidných dnech. Kromě toho mohou mořské proudy, jako je Atlantická multidekadální oscilace (AMO), ovlivňovat teploty povrchu moří v několikadenním časovém měřítku, hlavní vliv má globální termohalinní výměník, který výrazně ovlivňuje průměrnou povrchovou teplotu ve většině světových oceánů.
Teplota pobřežních vod může způsobit pobřežní větry, které vytvářejí vzestupné proudění, jež může výrazně ochladit nebo ohřát blízké pevniny, ale mělčí vody nad kontinentálním šelfem jsou často teplejší. Pobřežní větry mohou způsobit výrazné oteplení i v oblastech, kde je vzestupné proudění poměrně stálé, např. na severozápadním pobřeží Jižní Ameriky. Jeho hodnoty jsou důležité při numerických předpovědích počasí, protože povrchová teplota moře ovlivňuje atmosféru nad ním, například při tvorbě mořského větru a mořské mlhy. Používá se také ke kalibraci měření z meteorologických družic.
Je velmi pravděpodobné, že se globální průměrná teplota povrchu moře mezi obdobími 1850–1900 a 2011–2020 zvýšila o 0,88 °C v důsledku globálního oteplování, přičemž k většině tohoto oteplení (0,60 °C) došlo mezi lety 1980 a 2020. Teplota povrchu pevniny se zvýšila rychleji než teplota oceánu, protože oceán absorbuje přibližně 92 % přebytečného tepla vzniklého v důsledku změny klimatu.

## Definice
Povrchová teplota moře je teplota vody v blízkosti povrchu oceánu. Přesný význam pojmu povrch se liší v závislosti na použité metodě měření, ale jedná se o hloubku mezi 1 milimetrem a 20 metry pod mořskou hladinou.
Definice navržená IPCC pro teplotu povrchu moře nespecifikuje počet metrů, ale zaměřuje se spíše na techniky měření: Teplota mořské hladiny je „podpovrchová teplota v horních několika metrech oceánu, měřená loděmi, bójemi a driftery. [...] Používají se také družicová měření teploty pokožky (nejsvrchnější vrstva; tloušťka zlomku milimetru) v infračerveném spektru nebo horního centimetru či více v mikrovlnném spektru, která však musí být upravena tak, aby byla kompatibilní s objemovou teplotou.“
Teplota dále pod touto hladinou se nazývá teplota oceánu nebo teplota hlubinného oceánu. Teplota oceánů (více než 20 metrů pod hladinou) se také liší v závislosti na regionu a čase a přispívá k výkyvům v obsahu tepla v oceánech a jejich stratifikaci. Zvýšení teploty povrchu oceánů i teploty hlubších vrstev oceánů jsou důležitým důsledkem změny klimatu v oceánech. Globální povrchová teplota dobře odpovídá teplotě v hloubkách oceánu.

## Odchylky a změny

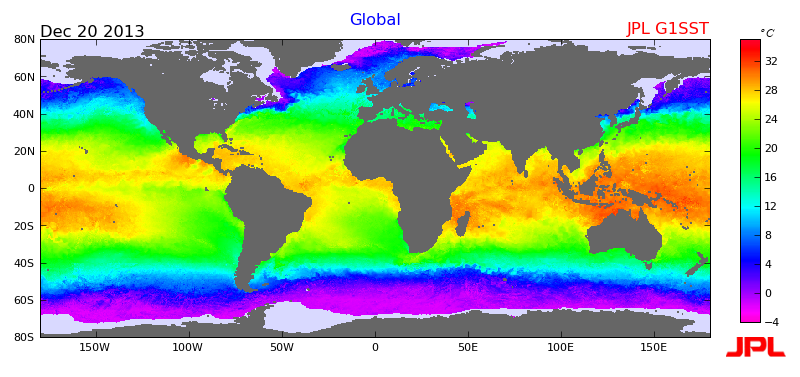
Teplota povrchu moře 20. prosince 2013 v rozlišení 1 km

### Místní odchylky
Povrchová teplota moře se pohybuje v denních cyklech, stejně jako teplota zemské atmosféry nad hladinou, i když v menší míře kvůli většímu měrnému teplu. V klidných dnech se teplota může lišit až o 6 °C. Teplota oceánu v hloubce zaostává za teplotou zemské atmosféry o 15 dní na 10 metrů, což znamená, že v místech, jako je Aralské moře, dosahuje teplota u jeho dna maxima v prosinci a minima v květnu a červnu. V blízkosti pobřeží některé pobřežní a podélné větry přesouvají teplé vody u hladiny k moři a nahrazují je chladnějšími vodami zdola v procesu známém jako Ekmanův transport. Tento vzorec obecně zvyšuje množství živin pro mořské živočichy v oblasti a může mít zásadní vliv v některých oblastech, kde jsou spodní vody obzvláště bohaté na živiny. U pobřeží v deltách řek proudí sladká voda přes horní část hustší mořské vody, což umožňuje její rychlejší ohřev díky omezenému vertikálnímu míchání. Dálkově snímaná povrchové teploty moří může být použita ke zjištění povrchové teplotní stopy tropických cyklón. Obecně je po přechodu hurikánu pozorováno ochlazení povrchových vod, především v důsledku prohloubení smíšené vrstvy a povrchových tepelných ztrát. V důsledku několikadenního výskytu saharského prachu v přilehlém severním Atlantském oceánu se teplota mořské hladiny snižuje o 0,2 °C až 0,4 °C. Mezi další zdroje krátkodobých výkyvů povrchové teploty moře patří extratropické cyklóny, rychlé přítoky ledovcové sladké vody a koncentrované kvetení fytoplanktonu v důsledku sezónních cyklů nebo zemědělských splachů.
Tropický oceán se od roku 1950 otepluje rychleji než ostatní oblasti, přičemž největší míra oteplování je v tropickém Indickém oceánu, západním Tichém oceánu a v západních hraničních proudech subtropických vodních vírů, avšak východní Tichý oceán, subtropický severní Atlantský oceán a Jižní oceán se od 50. let 20. století oteplují pomaleji než globální průměr nebo dochází k jejich ochlazování.

#### Atlantická multidekádová oscilace

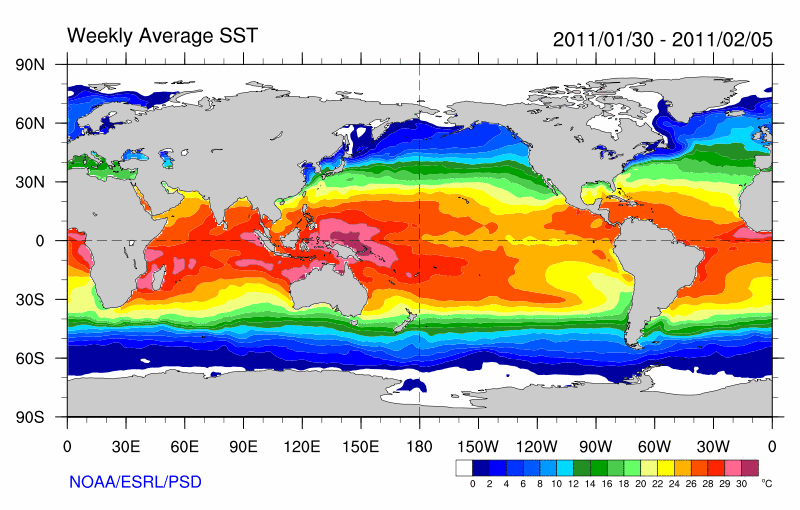
Týdenní průměrná teplota povrchu moře v oceánu v prvním únorovém týdnu roku 2011 v období La Niña.

Atlantická multidekádová oscilace (AMO) je důležitým faktorem ovlivňujícím teplotu severoatlantické povrchové teploty moří a klima severní polokoule, ale mechanismy, které řídí proměnlivost AMO, jsou stále málo prozkoumané. Atmosférická vnitřní proměnlivost, změny v oceánské cirkulaci nebo antropogenní faktory mohou řídit multidekádovou teplotní proměnlivost spojenou s AMO. Tyto změny v severoatlantické povrchové teplotě moří mohou ovlivňovat větry v subtropickém severním Pacifiku a způsobovat teplejší povrchové vody v západním Tichém oceánu.

### Regionální odchylky

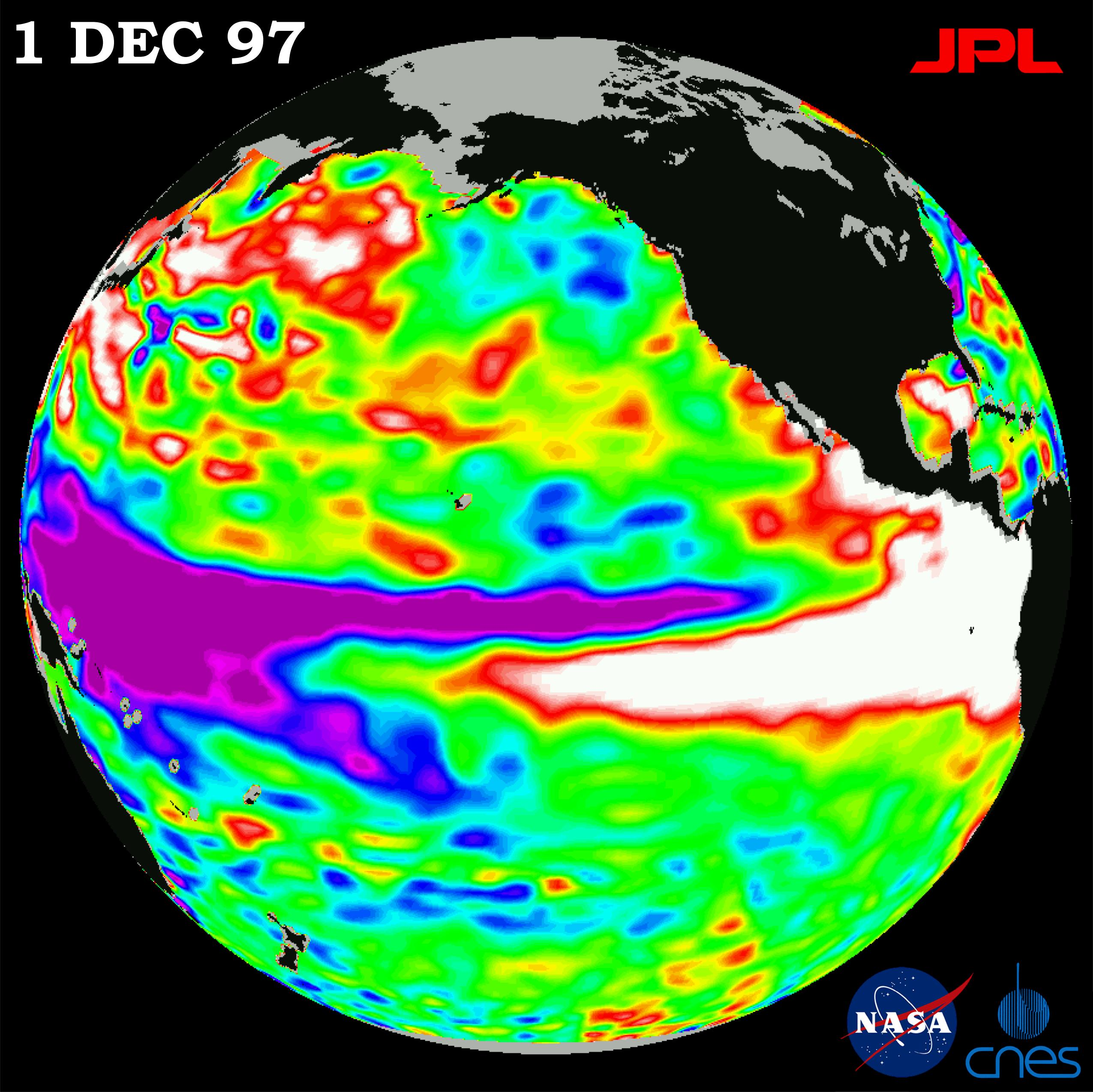
El Niño v roce 1997 dle pozorování TOPEX/Poseidon. Bílé oblasti u tropického pobřeží Jižní a Severní Ameriky označují bazény teplé vody.

El Niño je definováno dlouhodobými rozdíly v povrchových teplotách Tichého oceánu ve srovnání s průměrnou hodnotou. Přijatou definicí je oteplení nebo ochlazení o nejméně 0,5 °C v průměru pro východní a centrální část tropického Tichého oceánu. Obvykle k této anomálii dochází v nepravidelných intervalech 2–7 let a trvá 9 měsíců až 2 roky, průměrná délka období je 5 let. Pokud toto oteplení nebo ochlazení trvá pouze sedm až devět měsíců, klasifikuje se jako „podmínky“ El Niño/La Niña; pokud se vyskytuje déle, klasifikuje se jako „epizody“ El Niño/La Niña.
Příznakem El Niño v průběhu teploty povrchu moře je, když se teplá voda šíří ze západního Pacifiku a Indického oceánu do východního Pacifiku. Ta s sebou strhává déšť, což způsobuje rozsáhlé sucho v západním Pacifiku a srážky v normálně suchém východním Pacifiku. Příliv teplé tropické vody chudé na živiny, kterou El Niño ohřívá při svém průchodu rovníkovým proudem na východ, nahrazuje studenou povrchovou vodu Humboldtova proudu bohatou na živiny. Když podmínky El Niño trvají mnoho měsíců, rozsáhlé oteplení oceánu a snížení východních pasátových větrů omezuje příliv studené hluboké vody bohaté na živiny a jeho ekonomický dopad na místní rybolov pro mezinárodní trh může být vážný.
Mezi vědci panuje střední shoda v tom, že tropický Pacifik přejde na průměrný průběh podobný El Niňo na stoleté časové škále, ale stále existuje vysoká nejistota v projekcích teplot povrchových vod v tropickém Pacifiku, protože je obtížné zachytit proměnlivost El Niňo v klimatických modelech.

### Budoucí nárůst teplot v důsledku změny klimatu

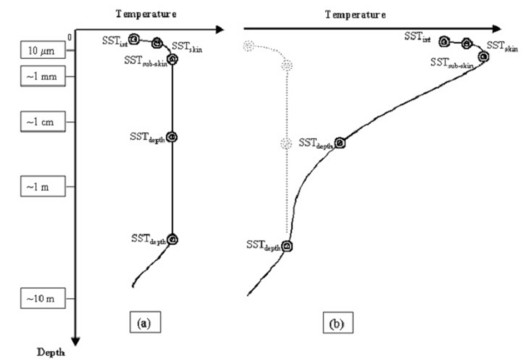
Teplotní profil povrchové vrstvy oceánu (a) v noci a (b) přes den

Celkově vědci předpokládají, že se do roku 2050 oteplí všechny oblasti oceánů, ale modely se neshodují v případě očekávaných změn teploty povrchových vod v subpolárním severním Atlantiku, rovníkovém Tichém oceánu a Jižním oceánu. Budoucí globální průměrný nárůst teploty povrchových moří pro období 1995–2014 až 2081–2100 činí 0,86 °C podle nejmírnějšího scénáře SSP1 a až 2,89 °C podle nejnepříznivějšího scénáře SSP5.

## Měření
Existuje řada technik měření teploty povrchových vod, které mohou potenciálně přinést různé výsledky, protože se ve skutečnosti měří různé věci. Mimo bezprostřední mořskou hladinu jsou obecná měření teploty doprovázena odkazem na konkrétní hloubku měření. Důvodem jsou značné rozdíly, které se vyskytují mezi měřeními prováděnými v různých hloubkách, zejména během dne, kdy nízká rychlost větru a vysoká intenzita slunečního svitu mohou vést k vytvoření teplé vrstvy u hladiny oceánu a silným vertikálním teplotním gradientům (denní termoklina). Měření teploty mořské hladiny se omezuje na horní část oceánu, známou jako přípovrchová vrstva.

### Teploměry
Povrchová teplota moří byla jednou z prvních oceánografických veličin, které se začaly měřit. Benjamin Franklin při svém průzkumu Golfského proudu na konci 18. století zavěsil na loď rtuťový teploměr, když cestoval mezi Spojenými státy a Evropou. Později se povrchová teplota vod měřila ponořením teploměru do kbelíku s vodou, která se ručně nabírala z mořské hladiny. První automatizovaná technika určování povrchové teploty moří byla provedena měřením teploty vody v přívodním potrubí chlazení motorů velkých lodí, které probíhalo v roce 1963. Při těchto pozorováních dochází ke zkreslení o přibližně 0,6 °C v důsledku tepla ze strojovny.
Pevné meteorologické bóje měřily teplotu vody v hloubce 3 metrů. Měření teploty povrchových vod bylo v posledních 130 letech nekonzistentní kvůli způsobu, jakým bylo prováděno. V devatenáctém století se měření provádělo ve vědru z lodi. Kvůli rozdílům v kbelících však docházelo k mírným odchylkám v teplotě. Vzorky se odebíraly buď do dřevěného, nebo do neizolovaného plátěného vědra, ale plátěné vědro se ochlazovalo rychleji než dřevěné. Náhlá změna teploty mezi lety 1940 a 1941 byla důsledkem nedokumentované změny postupu. Vzorky byly odebírány v blízkosti sání motoru, protože bylo příliš nebezpečné používat světla k měření přes bok lodi v noci.
Po celém světě existuje mnoho různých driftujících bójí, které se liší konstrukcí, a umístění spolehlivých teplotních čidel je různé. Tato měření jsou přenášena na satelity pro automatickou a okamžitou distribuci dat. Rozsáhlou síť pobřežních bójí ve vodách USA udržuje Národní středisko pro měření pomocí bójí (National Data Buoy Center, NDBC). v letech 1985–1994 byla v rovníkovém Tichém oceánu rozmístěna rozsáhlá soustava kotvených a unášených bójí, které měly pomoci monitorovat a předpovídat jev El Niño.

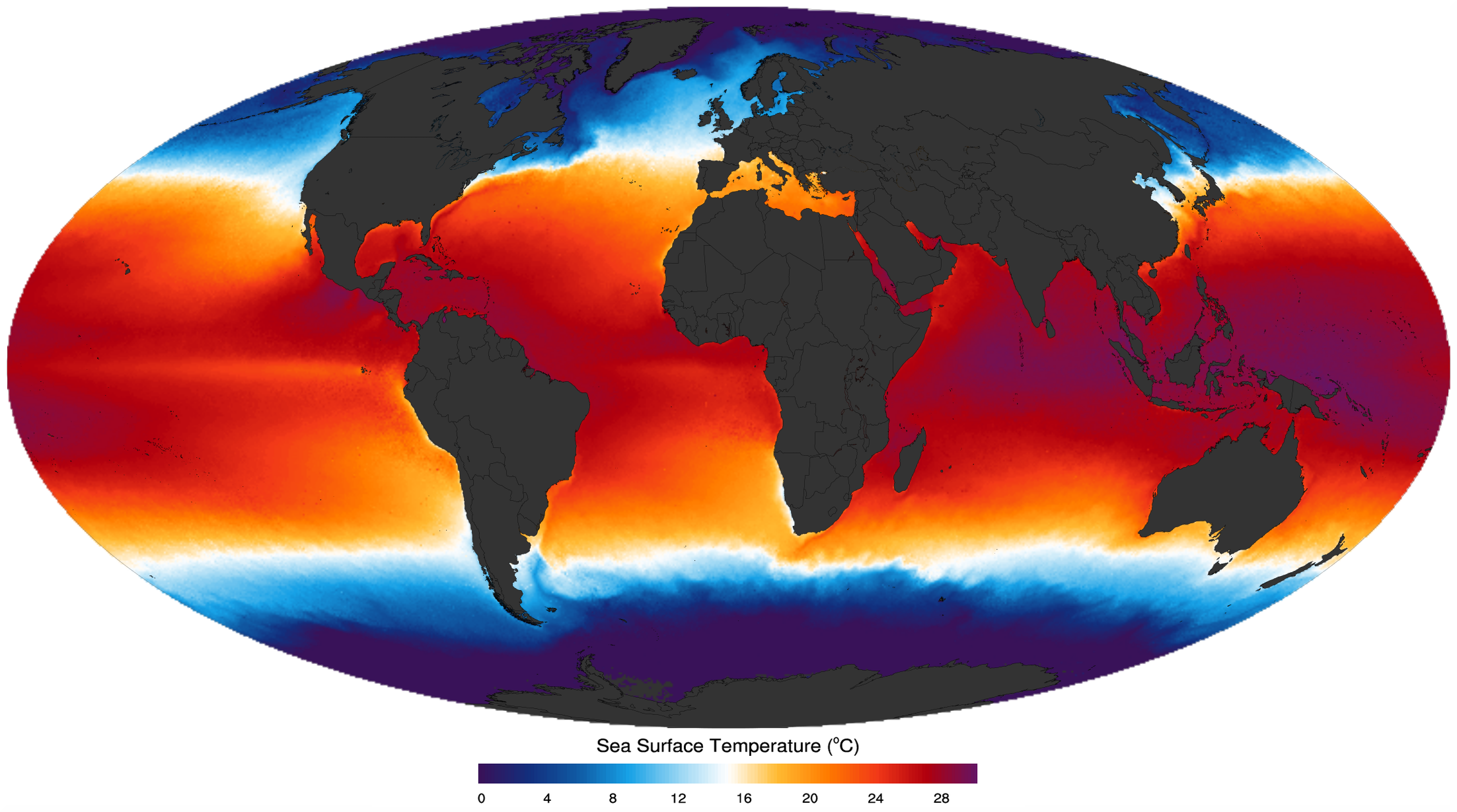
Povrchové teploty moří v letech 2003–2011 dle dat MODIS Aqua

### Meteorologické družice
Meteorologické družice jsou využívány pro zjišťování informací o teplotě povrchu moře od roku 1967, přičemž první globální kompozity byly vytvořeny v roce 1970. Od roku 1982 jsou družice stále častěji využívány k měření povrchové teploty moří a umožňují lépe sledovat její prostorové a časové změny. Družicová měření povrchové teploty moří jsou v přiměřené shodě s měřeními teploty in teploměry. Družicová měření se provádějí snímáním záření oceánu ve dvou nebo více vlnových délkách v infračervené části elektromagnetického spektra nebo v jiných částech spektra, které lze následně empiricky vztáhnout k povrchové teplotě moří. Tyto vlnové délky jsou vybrány proto, že jsou:
- v rámci maxima záření černého tělesa, které se očekává od Země,[35] a
- jsou schopny se dostatečně dobře přenášet atmosférou.[36]

Družicově měřená teplota povrchu moří poskytuje jak synoptický pohled na oceán, tak i vysokou frekvenci opakovaných pohledů, což umožňuje zkoumat dynamiku horních vrstev oceánu v celé pánvi, což není možné pomocí lodí nebo bójí. Družice NASA a MODIS (Moderate Resolution Imaging Spectroradiometer) poskytují od roku 2000 globální údaje o povrchové teplotě moří, které jsou k dispozici s jednodenním zpožděním. Družice GOES (Geostationary Orbiting Earth Satellites) NOAA jsou geostacionární nad západní polokoulí, což jim umožňuje poskytovat údaje o povrchové teplotě moří každou hodinu s pouze několikahodinovým zpožděním.
Absolutní měření povrchové teploty vod pomocí družic je spojeno s několika obtížemi. Za prvé, v metodice infračerveného dálkového průzkumu vychází záření z horního „vrstvičky“ oceánu, přibližně z horních 0,01 mm nebo méně, což nemusí představovat objemovou teplotu horního metrové vrstvy oceánu, především kvůli vlivu slunečního ohřevu povrchu během dne, odraženému záření, jakož i citelným tepelným ztrátám a povrchovému vypařování. Všechny tyto faktory poněkud ztěžují porovnávání družicových dat s měřeními z bójí nebo lodních metod, což komplikuje snahy o získání spolehlivých dat. Za druhé, družice se nemůže dívat skrz mraky, což vytváří chladné zkreslení družicových údajů o povrchové teplotě v případě oblačnosti nad oceánem. Pasivní mikrovlnné techniky však mohou přesně měřit povrchové teploty a pronikat oblačností. Důležitá je proto kalibrace jednotlivých metod měření.

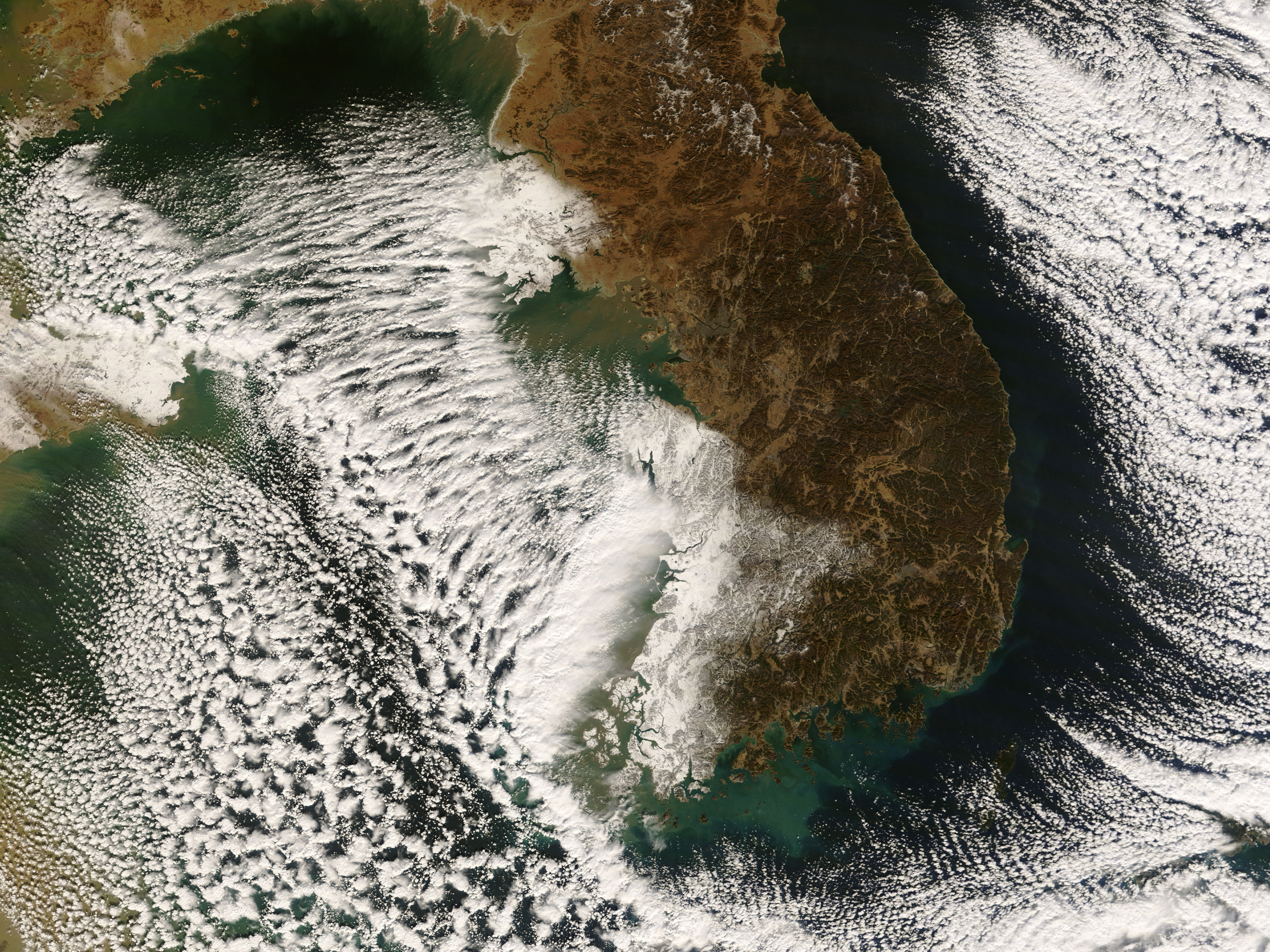
Sněhové pásy s mořským efektem v blízkosti Korejského poloostrova

## Význam pro zemskou atmosféru

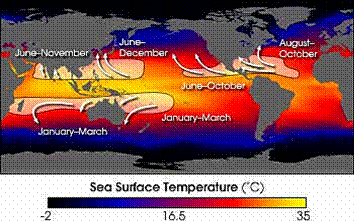
Sezónní maxima aktivity tropických cyklón ve světě

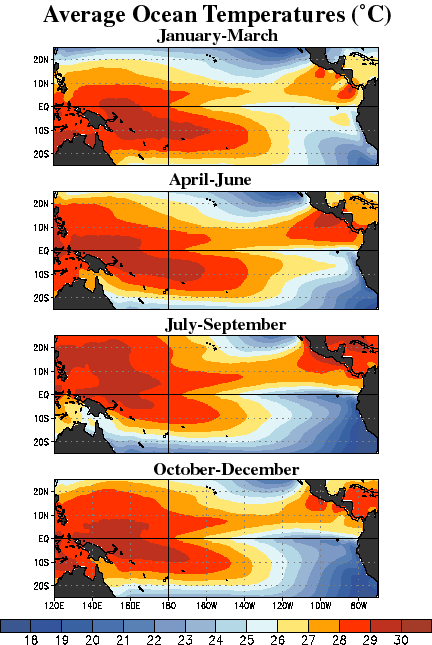
Průměrné teploty rovníkového Tichého oceánu

Teplota mořské hladiny ovlivňuje chování zemské atmosféry nad ní, proto je důležite její zahrnutí do atmosférických modelů. Teplota povrchu moře je důležitá pro tropickou cyklogenezi, ale je také důležitá při určování vzniku mořské mlhy a mořského vánku. Teplo z pod ní ležících teplejších vod může významně modifikovat vzduchovou hmotu na vzdálenost pouze 35 až 40 kilometrů. Například jihozápadně od extratropických cyklón na severní polokouli může zakřivené cyklonální proudění přinášející studený vzduch přes relativně teplé vodní plochy vést ke vzniku úzkých sněhových pásů s jezerním efektem (nebo mořským efektem). Tato pásma přinášejí silné lokální srážky, často ve formě sněhu, protože velké vodní plochy, jako jsou jezera, účinně akumulují teplo, což vede k výrazným teplotním rozdílům – větším než 13 °C – mezi vodní hladinou a vzduchem nad ní. Díky tomuto teplotnímu rozdílu se teplo a vlhkost přenášejí vzhůru a kondenzují ve vertikálně orientovaných oblacích, které vytvářejí sněhové přeháňky. Pokles teploty s výškou a hloubka mraků jsou přímo ovlivněny jak teplotou vody, tak i velkoplošným prostředím. Čím silnější je pokles teploty s výškou, tím vyšší jsou mraky a tím větší je úhrn srážek.

### Tropické cyklóny
Teplota oceánu nejméně 26,5 °C, která se rozprostírá v hloubce minimálně 50 metrů, je jedním z předpokladů pro udržení tropické cyklóny (typ mezocyklóny). Tyto teplé vody jsou potřebné k udržení teplého jádra, které pohání tropické systémy. Tato hodnota je výrazně vyšší než 16,1 °C, což je dlouhodobá průměrná globální teplota povrchu oceánů[. Tento požadavek však lze považovat pouze za obecný základ, protože předpokládá, že okolní atmosférické prostředí obklopující oblast s narušeným počasím představuje průměrné podmínky. Tropické cyklóny zesílily, když byla teplota povrchových vod mírně pod touto standardní teplotou.
Je známo, že tropické cyklóny vznikají i tehdy, když nejsou splněny normální podmínky. Například chladnější teploty vzduchu ve vyšší nadmořské výšce (např. v hladině 500 hPa, tj. 5,9 km) mohou vést k tropické cyklogenezi při nižších teplotách vody, protože je nutná určitá rychlost propadu vzduchu, která donutí atmosféru být dostatečně nestabilní pro konvekci. Ve vlhké atmosféře je tato rychlost propadu vzduchu 6,5 °C/km, zatímco v atmosféře s relativní vlhkostí nižší než 100 % je požadovaná rychlost propadu vzduchu 9,8 °C/km.
V hladině 500 hPa je průměrná teplota vzduchu v tropech −7 °C, ale vzduch v tropech je v této výšce obvykle suchý, což dává vzduchu prostor k tomu, aby se zvlhčením ochladil na příznivější teplotu, která pak může podporovat konvekci. K zahájení konvekce je v tropické atmosféře v nadmořské výšce 500 hPa zapotřebí teplota vlhkého bodu −13,2 °C, pokud je teplota vody 26,5 °C, přičemž tento teplotní požadavek se zvyšuje nebo snižuje úměrně o 1 °C teploty povrchu moře při každé změně o 1 °C ve výšce 500 hPa. Uvnitř studené cyklóny může teplota 500 hPa klesnout až na −30 °C, což může iniciovat konvekci i v nejsušší atmosféře. To také vysvětluje, proč je pro vývoj obvykle nutná vlhkost ve středních vrstvách troposféry, zhruba v hladině 500 hPa. Pokud se však ve stejné výšce nachází suchý vzduch, musí být teplota v 500 hPa ještě nižší, protože suchá atmosféra vyžaduje pro nestabilitu větší lapse rate než atmosféra vlhká. Ve výškách blízko tropopauzy byla 30letá průměrná teplota (měřená v období zahrnujícím roky 1961 až 1990) −77 °C. Nedávným příkladem tropické cyklóny, která se udržela nad chladnějšími vodami, byl Epsilon z hurikánové sezóny v Atlantiku v roce 2005.